# Lucie Melníková
Lucie Melníková, rozená Skálová (* 15. května 1987, Praha) je česká tanečnice, baletka a bývalá demisólistka baletu Národního divadla moravskoslezského a Moravského divadla Olomouc. Jejím manželem je herec Lukáš Melník.

## Život
Jako malá dělala od svých čtyř let taneční gymnastiku a jelikož ji to bavilo, rozhodli se ji rodiče ve dvanácti letech přihlásit na taneční konzervatoř. Byla přijatá na Taneční konzervatoř Ivo Váni Psoty v Praze, ale balet ji zpočátku vůbec nebavil a dlouho si k němu hledala cestu. Cestu si k baletu našla a konzervatoř dostudovala v roce 2007. Když byla na každoroční taneční burze v Praze, vyhlédla si ji Tamara Černá, která ji poradila, aby se přihlásila na konkurs do Ostravy. To udělala a v roce 2007 po přijetí nastoupila do Národního divadla moravskoslezského, kde byla od roku 2010 demi sólistkou, i když dostala několik nabídek do jiných menších divadel.
Během své taneční kariéry si v ostravském divadle zahrála role z klasického i moderního repertoáru, jako byla například Juliána v Baladech, Cikánka v Dámě s kaméliemi, Myrtha a Bathilda v Giselle, Čarodějnice v Macbethovi, Culafroy v Padajících andělech, Černá v Po zarostlém chodníčku, Sakura v Posledním samuraji anebo  Motýl a Královna v Sněhurce a sedm trpaslíků. Například sólo si tančila v JÚ TÚ – YOU TOO... TY TAKY? a Zázrak v tichu a vystupovala i v inscenacích Labutí jezero, Louskáček, Romeo a Julie, Spící krasavice nebo Stvoření světa.
Kvůli sporům s novou uměleckou šéfkou baletu Národního divadla moravskoslezského Lenkou Dřímalovou, odešla v roce 2015 z divadla společně s dalšími spolupracovníky. Přešla do Moravského divadla Olomouc, kde vykonává demi sólistku baletu.
Během studia se účastnila Letní taneční školy v České Skalici. Hostovala na galakoncertech v Lucembursku, Německu a na Korsice a v roce 2006 byla semifinalistkou taneční soutěži Premio Roma v Římě. Za rok 2012 obdržela cenu Thálie v kategorii Balet a pantomima a jiný tanečně dramatický žánr za ztvárnění role Sakury v Posledním samuraji.